# Formação Quixaba
A Formação Quixaba é uma sequência de rochas metassedimentares paleoproterozoicas encontrada no centro-leste do estado do Ceará.

## Litologia
Corresponde a mármores normalmente associados com rochas calcissilicáticas.

## Recursos minerais
No município de Iguatu, próximo a localidade Cabeça de Negro, ocorre uma lente de mármore com magnesita.